# Simyra africana
Simyra africana är en fjärilsart som beskrevs av Charles E. Rungs 1957. Simyra africana ingår i släktet Simyra och familjen nattflyn. Inga underarter finns listade i Catalogue of Life.